# Ilha dos Tigres
Ilha dos Tigres är en ö i Angola.   Den ligger i provinsen Namibe, i den sydvästra delen av landet, 900 kilometer söder om huvudstaden Luanda. Arean är 86 kvadratkilometer.
Terrängen på Ilha dos Tigres är mycket platt. Öns högsta punkt är 85 meter över havet. Den sträcker sig 22,7 kilometer i nord-sydlig riktning, och 7,7 kilometer i öst-västlig riktning.
Trakten runt Ilha dos Tigres är ofruktbar med lite eller ingen växtlighet.